# Joseph Massino
Joseph Charles Massino (Nueva York, 10 de enero de 1943-14 de septiembre de 2023) fue un antiguo mafioso estadounidense. Fue miembro de la Mafia y jefe de la familia criminal Bonanno desde 1991 hasta el 2004 cuando se convirtió en el primer jefe de una de las Cinco Familias de Nueva York en ser testigo del gobierno.
Massino era un protegido de Philip Rastelli, quien tomó el control de la familia Bonanno en 1973. Rastelli pasó la mayor parte de su reinado entrando y saliendo de prisión pero fue capaz de lograr el asesinato de Carmine Galante, un mafioso que le competía por el poder, aprobado en 1979. Originalmente un secuestrador de camiones, Massino aseguró su propio poder luego de arreglar dos asesinatos de pandillas en 1981, primero un triple asesinato de tres capitanes rebeldes, luego su rival Dominick Napolitano. En 1991, mientras estaba en prisión por un cargo de corrupción de sindicatos, Rastelli murió y Massino lo sucedió. Luego de su liberación el año siguiente, se dedicó a reconstruir una familia que había estado en caos por casi 25 años. Para la llegada del nuevo milenio, era reconocido como el líder mafioso más poderoso del país. Massino se hizo conocido como "El último don", el único jefe de pleno derecho de su época que no estaba en prisión.
En julio del 2004, Massino fue condenado en un caso RICO basado en el testimonio de varios made man, incluyendo su descontento subjefe y cuñado Salvatore Vitale. Enfrentó la posibilidad de ser condenado a muerte si era condenado por otro juicio por asesinato que se llevaría a cabo ese mismo año, pero luego de aceptar testificar contra sus antiguos asociados, fue sentenciado a cadena perpetua por ambas acusaciones en el 2005. Massino testificó dos veces para el gobierno, ayudando a lograr una condena por asesinato contra su jefe en funciones Vincent Basciano en el 2011, y fue sentenciado nuevamente a una pena similar al tiempo que ya había pasado en prisión hasta el 2013, aunque estará en libertad bajo supervisión durante el resto de su vida.

## Primeros años
Joseph Massino nació el 10 de enero de 1943 en Nueva York. Fue uno de los tres hijos de los napolitanos-estadounidenses Anthony y Adeline Massino. Criado en Maspeth, Queens, Massino admitió ser un delincuente juvenil a la edad de 12 y dice que a los 14 ya había huido de su hogar hacia Florida. Dejó los estudios que llevaba en la Grover Cleveland High School en décimo grado.
Massino conoció a su futura esposa Josephine Vitale en 1956, y se casó con ella en 1960. La pareja tuvo tres hijas. Massino también se hizo amigo del hermano de Josephine, Salvatore Vitale, quien, luego de estar brevemente en el ejército, se convirtió en uno de los aliados de mayor confianza de Massino. Aunque atlético en su juventud, Massino era un buen cocinero, y subió de peso en su adultez. Su sobrepeso hizo que le dieran el apodo de "Big Joey", y durante un juicio por racketeering en 1987, cuando le preguntó al agente del FBI Joseph Pistone quien lo iba a interpretar en una adaptación para cine de su trabajo como agente encubierto, Pistone bromeó diciéndole que no podían encontrar a nadie lo suficientemente gordo. Para el 2004, Massino sufría de diabetes y presión alta.
Luego de que aceptó ser testigo del gobierno, Massino dijo que su primer asesinato fue el de un asociado de la familia criminal Bonanno llamado Tommy Zummo, a quien le disparó en los años 1960. El asesinato despertó la ira del caporegime de la familia Bonanno asentado en el barrio de Maspeth Philip Rastelli, pero nunca supo de la participación de Massino, y un sobrino de Rastelli lo ayudó a convertirse finalmente en su protegido. Rastelli pondría a Massino como un operador del vagón de almuerzos como parte de su "Workmen's Mobile Lunch Association", un garito de pantalla efectivo, luego de pagarle un soborno a Rastelli en la forma de membresía, Massino se aseguró que no habría competencia donde él operaba.

## Familia criminal Bonanno

### Llegada al poder
Para fines de los años 1960, Massino era un asociado de la familia Bonanno. Lideraba una exitosa pandilla de secuestro de camiones, con la asistencia de su cuñado Salvatore Vitale y del ladrón de autos Duane Leisenheimer, mientras vendía los bienes robados así como números de la lotería utilizando el carro de comidas como fachada. También se hizo amigo de otro secuestrador de la mafia y futuro jefe de la familia criminal Gambino, John Gotti. Cada vez más rico, Massino abrió su propia compañía de cáterin, J&J Catering, que se convirtió en otra fachada para sus actividades. En 1973, el jefe Natale Evola murió. El 23 de febrero de 1974, en una reunión en el Americana Hotel en Manhattan, la Comisión nombró al mentor de Massino, Rastelli como jefe. El 23 de abril de 1976, Rastelli fue condenado por extorsión y el 27 de agosto fue sentenciado a 10 años de prisión. En su ausencia, Carmine Galante, un antiguo consigliere y narcotraficante convicto, tomó control de la familia como jefe en funciones no oficial.
En 1975, Massino y Vitale participaron en el asesinato de Vito Borelli, de quien Massino dijo que fue principalmente ejecutado por Gotti bajo mandato de Paul Castellano, jefe de la familia Gambino. El asesinato de Borelli fue significativo para Massino ya que de esa manera probó su lealtad a la familia y lo acercó a ser un made man, un miembro con todos los derechos, de la familia Bonanno. Massino también arregló el asesinato de uno de sus secuestradores, Joseph Pastore, en 1976, luego de que Vitale se prestara $9,000 en su encargo. Aunque luego fue absuelto de ese crimen, tanto Vitale y Massino admitirían su participación luego de convertirse en testigos del gobierno.
En marzo de 1975, Massino fue arrestado junto con uno de sus secuestradores, Raymond Wean, y acusado de asociación ilícita para recibir bienes robados. Se le programó el juicio para 1977, pero los cargos fueron desestimados luego de que argumentara con éxito que él no había recibido de manera correcto la lectura de sus derechos en el arresto, haciendo que todo lo que Massino le dijo a la policía no pudiera ser utilizado en el juicio.
El 14 de junio de 1977, Massino fue introducido a la familia Bonanno junto con Anthony Spero, Joseph Chilli Jr. y un grupo de otros hombres en una ceremonia dirigida por Carmine Galante. Trabajó como un soldado en la pandilla de James Galante, y luego trabajó en la pandilla de Philip "Phil Lucky" Giaccone. Massino sin embargo se mantuvo leal a Rastelli, que competía por el poder con Galante a pesar de estar preso. Temiendo de que Galante lo quisiera muerto por insubordinación, Massino presentó un pedido ante la Comisión, el órgano de gobierno de la mafia estadounidense, de parte de Rastelli para que autorizaran el asesinato de Galante. El golpe fue aprobado y ejecutado el 12 de julio de 1979. Rastelli, en consecuencia, tomó control de la familia y premió la lealtad de Massino promoviéndolo a capo.
A inicios de los años 1980, Massino manejó su pandilla desde el club social J&S Cake, una propiedad ubicada justo detrás de J&J Catering. El edificio fue embargado en 1988 durante una ruptura de las actividades de apuesta ilgal de los Bonanno.

### Asesinato de tres capos y Napolitano

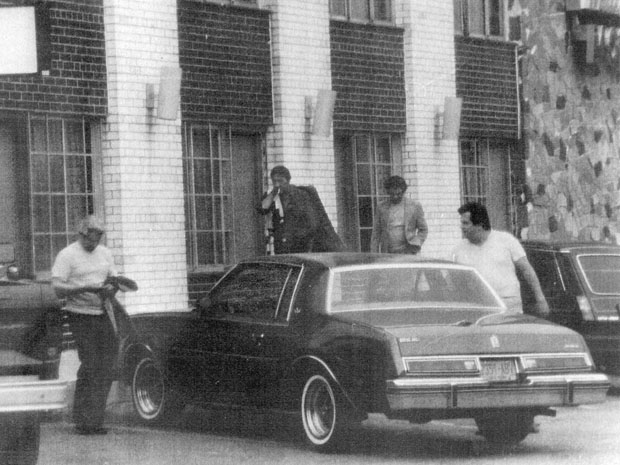
De izquierda a derecha: Gerlando Sciascia, Vito Rizzuto, Giovanni Ligammari y Joey Massino en 1981

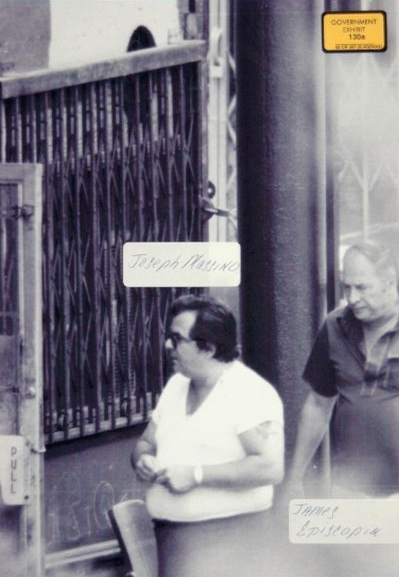
Foto de vigilancia del FBI de Massino y James Episcopia

Luego del asesinato de Galante, Massino empezó a competir por el poder con Dominick "Sonny Black" Napolitano, otro capo leal a Rastelli. Ambos fueron amenazados por otra facción que buscaba deponer al jefe ausente liderado por los capos Alphonse "Sonny Red" Indelicato, Dominick "Big Trin" Trinchera y Philip Giaccone. La Comisión inicialmente intentó mantener neutralidad pero, en 1981, Massino se enteró por sus informantes de que los tres capos estaban acumulando armas automáticas y planeaban matar a los leales a Rastelli dentro de la familia Bonanno para tomar completo control de ella. Massino acudió al jefe de la familia criminal Colombo Carmine Persico y al jefe de la familia Gambino Paul Castellano por consejo. Ellos le dijeron que actuara inmediatamente.
Massino, Napolitano y Gerlando Sciascia, un capo nacido en Sicilia vinculado con la familia criminal Rizzuto de Montreal, arreglaron una reunión en un club social de Brooklyn con los tres capos el 5 de mayo de 1981. Ellos tenían cuatro pistoleros, incluyendo a Vitale al jefe de Montreal afiliado a los Bonanno Vito Rizzuto, escondidos en un gabinete para emboscarlos. Cuando Trinchera, Giaccone e Indelicato llegaron junto a Frank Lino para reunirse con Massino, fueron disparados con Massino mismo impidiendo que Indelicato escapara. Lino escapó ileso por la puerta. El ataque mejoró el prestigio de Massino, pero fue estropeado por la fuga de Lino y el descubrimiento del cadáver de Indelicato el 28 de mayo.
Massino rápidamente logró que Lino se fuera a su lado, pero el hijo de Indelicato, Anthony "Bruno" Indelicato, juró venganza. Napolitano asignó al asociado Donnie Brasco, a quien esperaba convertir en un made man, para que matara a Indelicato. "Brasco", sin embargo, era de hecho un agente encubierto del FBI llamado Joseph Pistone; poco después de que el ataque fuera ordenado, la asignación a Pistone terminó y Napolitano fue informado de su infiltración.
Ya escéptico del apoyo de Napolitano a "Brasco", Massino quedó muy preocupado por la brecha de seguridad cuando supo de la verdadera identidad del agente. Vitale luego testificaría de que esta fue la razón por la que Massino decidió asesinar a Napolitano, tal como luego lo citaría: "Tuvo que darle un recibo por la situación de Donnie Brasco." En su propio testimonio, Massino a su vez señala que Napolitano fue hecho un objetivo por tratar de tomar el control de la familia por sí mismo. El 17 de agosto, el antiguo renegado Frank Lino y Steven Cannone llevaron a Napolitano hacia la casa de Ronald Filocomo, un asociado de la familia Bonanno, para una reunión. Napolitano fue saludado por el capitán Frank Coppa, luego tirado por la escaleras al sótano de la casa donde Lino le disparó hasta matarlo. Napolitano's body was discovered the following year.
Benjamin "Lefty" Ruggiero, quien ayudó a Pistone llegar a ser formalmente un asociado de la familia Bonanno, fue también hecho un objetivo, pero fue arrestado cuando iba en camino a la reunión donde se le iba a matar. El 18 de febrero de 1982, Anthony Mirra, el soldado que descubrió a Pistone, fue asesinado por órdenes de Massino. Mirra se había escondido luego de que Pistone se expusiera pero fue finalmente traicionado y asesinado por su protegido y primo Joseph D'Amico.

### Fugitivo y asesinato de Bonventre
El 23 de noviembre de 1981, basado en una información obtenido por la infiltración de Pistone, seis mafiosos de la familia Bonanno, incluyendo el entonces perdido Napolitano, fueron acusados de cargos de racketeering y asociación ilícita en el asesinato de los "tres capos".
En marzo de 1982, Massino fue advertido por un miembro encubierto en el FBI y asociado a la familia Gambino de que iba a ser acusado y huyó a esconderse en Pensilvania junto con Leisenheimer. El 25 de marzo de 1982, Massino también fue acusado de conspirar para asesinar a Indelicato, Giaccone y Trinchera y de secuestros de camiones. Desde su escondite, Massino pudo ver la estrategia de la fiscalía y planear su defensa de mejor manera así como finalmente enfrentar el juicio sin que se le asocie con otros mafiosos. Pistone luego especuló que Massino también temía la venganza luego de que su asociado Raymond Wean, se hizo testigo del gobierno. Massino fue visitado por varios mafiosos amigos, incluyendo a Gotti, y Vitale le llevaría secretamente dinero en efectivo para su sostén.
El 21 de abril de 1983, Rastelli fue liberado bajo palabra, y él junto con Massino ordenaron el asesinato del soldado de la familia Bonanno Cesare Bonventre. Aún prófugo, Massino citó a Vitale, Louis Attanasio y James Tartaglione a su escondite para darles la orden. Para ese momento, aunque Rastelli era aún oficialmente la cabeza de la familia, Massino era considerado por la mayoría de mafiosos como el jefe en la calle de la familia y el comandante de campo en todo sentido menos en el nombre, así como el sucesor aparente de Rastelli. Según Vitale, Massino hizo matar a Bonventre por no apoyarlo cuando estaba prófugo.
En abril de 1984, Bonventre fue citado a una reunión con Rastelli en Queens. Fue recogido por Vitale y Attanasio y llevado a un garaje. En la ruta, Attanasio le disparó dos veces en la cabeza pero sólo logró herirlo. Lo mataría con dos disparos más cuando llegaron a su destino. La tarea de deshacerse del cadáver de Bonventre fue dada a Gabriel Infanti, quien prometió a Vitale que los restos desaparecerían para siempre. Sin embargo, tras una delación, los restos fueron encontrados el 16 de abril de 1984, en un almacén en Garfield, Nueva Jersey, metido en dos barriles de cola de 55 galones.
Por su parte en este golpe, Massino hizo que Vitale fuera ingresado a la familia Bonanno.

### Apresamiento de 1986 y absolución de 1987
A través del asociado de Gotti Angelo Ruggiero, Massino era capaz de reunirse con el abogado defensor John Pollok en 1984 para negociar su entrega. Finalmente se entregó a la policía el 7 de julio y fue liberado tras el pago de una fianza de $350,000. Ese año, Massino y Salvatore Vitale aseguraron dos trabajos para los que no tenían que presentarse con la empresa basada en Long Island King Caterers a cambio de protegerlos de extorsión de la familia criminal Lucchese.
En 1985, Massino fue acusado dos veces más, primero como co-conspirador junto con Rastelli en un caso de corrupción de sindicatos por controlar el capítulo local 814 de camioneros, luego con un cargo de conspiración por el asesinato de Pastore que fue añadido a la acusación original por los tres capos. La segunda acusación también iba contra Vitale como co-conspirador en casos de secuetro.
El juicio por corrupción de sindicatos empezó en abril de 1986, con Massino como uno de los 12 acusados incluyendo a Rastelli y al antiguo subjefe Nicholas Marangello. Mientras Massino protestó en confidencia a otros mafiosos que él nunca tuvo la oportunidad de obtener beneficios de ese garito, fue implicado tanto por Pistone como por el dirigente sindical Anthony Gilberti, y el 15 de octubre de 1986, fue declarado culpable de cargos de corrupción de sindicatos por aceptar sobornos en nombre de los Bonanno. El 16 de enero de 1987, Massino fue sentenciado a 10 años de prisión, su primer periodo en prisión. Rastelli, también condenado y mal de salud durante el juicio, fue sentenciado a 12 años en prisión. Por estos días, Massino era considerado el subjefe oficial de la familia Bonanno. Con la salud de Rastelli deteriorada, Massino también fue reconocido como el jefe operativo de la familia aunque el consigliere Anthony "Old Man" Spero era nominalmente el jefe en funciones.
En abril de 1987, Massino y Vitale fueron a juicio por el secuestro de camiones y la conspiración de cometer el triple asesinato, defendidos por Samuel H. Dawson y Bruce Cutler respectivamente. El fiscal Michael Chertoff, describió el ascenso de Massino en sus alegatos de apertura, y lo caracterizó como el "Horatio Alger de la mafia." Raymond Wean y Joseph Pistone testificaron contra Massino, pero ambos resultaron incapaces de vincular de manera concluyente a Massino con los cargos por asesinato. El 3 de junio, mientras ambos hombres eran declarados culpables por los cargos de secuestro de camiones, fueron absueltos de los cargos por asesinato. Más aún, los únicos actos criminales tuvieron lugar fuera del plazo de prescripción de cinco años contemplado en la Ley RICO; sin evidencia de que la "iniciativa criminal" estuviera aún activa en esos días. El jurado emitió un veredicto especial liberando a Massino y Vitale de esos cargos.
Durante el tiempo que Massino pasó en la prisión federal de Talladega por su condena de 1986, Vitale actuó como su mensajero, convirtiéndose efectivamente en un co-jefe en funciones junto con Spero. Bajo órdenes de Massino, Vitale organizó el asesinato de Gabriel Infanti, quien también había fallado un golpe en 1982 contra Anthony Gilberti y se sospechaba que era un informante.

## Jefe de la familia Bonanno

### La familia se reagrupa
Durante sus reuniones con Massino en prisíon, Vitale - de parte de los capos de la familia Bonanno - urgió a su cuñado a que se convirtiera en jefe oficial cuando ya lo era de hecho. Rastelli sólo había pasado dos años de su reinado fuera de prisión, y muchos sentían que Massino podía llevar estabilidad a la familia. Massino era reticente a tomar el control mientras Rastelli estuviera vivo. No sólo era respetuoso de todo lo que Rastelli hizo por su carrera en la Mafia, sino que las tradiciones de la Mafia dictan que un jefe mantiene su título de por vida a menos que abdique. Sin embargo, en la primavera de 1991, Massino ordenó a Vitale que "le hiciera jefe" tan pronto como Rastelli muriera. Rastelli murió el 24 de junio de 1991. Unos días después de su funeral, Massino instruyó a Vitale a convocar una reunión de los capos de la familia y Massino fue aclamado como jefe.
A Massino se le otorgó dos años de libertad bajo comparecencia y fue liberado el 13 de noviembre de 1992. Durante ese tiempo, él no podía asociarse con mafiosos convictos. Para superar esta restricción, Massino nombró a Vitale como subjefe y lo retuvo como mensajero por la duración de su liberación con restricciones. Mientras el FBI sospechaba que Vitale era una mafioso, él nunca había sido condenado de un crimen relacionado con la Mafia. El FBI no tenía ninguna razón para sospechar de su asociación con Massino más allá del hecho de que eran cuñados. Massino regresó a su trabajo en King Caterers, y en 1996 se convirtió en copropietario de Casablanca, un italiano con buenas referencias en el barrio de Maspeth.
Massino tenía 48 años en el momento de su ascenso y sabía que potencialmente tenía un largo periodo de mando por delante. Con esto en mente, estaba determinado a evitar las trampas que hacen que otros jefes mafiosos cayeran en prisión. Inspirado por el jefe de la familia criminal Genovese Vincent Gigante, Massino prohibió a sus hombres de decir su nombre en voz alta debido a la vigilancia del FBI. A cambio ellos se tocaban las orejas cuando se referían a él. Massino se ganó el apodo de "La oreja" debido a esto. Massino tomó un gran número de precauciones de seguridad ante la posibilidad de que cualquier cosa que lo incriminara pudiera ser grabada. Cerró los que fueron durante largo tiempo los clubes sociales de la familia. También dispuso que las reuniones de la familia se llevaran a cabo en ubicaciones remotas de los Estados Unidos. En algunos casos, mantuvo reuniones en otros países e hizo que sus capos llevaran a sus esposas para que se pudiera creer que se iban de vacaciones. Recordando como dañó a la familia la infiltración de Pistone, también decretó que todos los candidatos a ingresar a la familia tenían que tener una relación verdadera con un miembro de la familia por, al menos, ocho años antes de que pudiera ingresar a la familia. Ello con la esperanza de asegurar que los nuevos mafiosos sean tan confiables como fuera posible. De manera inusual para jefes de su era, él alentó activamente a sus hombres a que sus hijos formen parte de la familia. Desde el punto de vista de Massino, esto haría menos probable que un capo pudiera convertirse en informante ya que si eso pasaba, el hijo del traidor enfrentaría una muerte segura.
Para minimizar el daño de informantes o investigaciones encubiertas, Massino descentralizó la organización de la familia. Creó un sistema de células clandestinas para sus pandillas, prohibiéndoles contactarse unas a otras y evitando que conozcan a sus capos. A cambio crearía un nuevo comité que entregaría sus órdenes a las pandillas. A diferencia de sus contemporáneos, particularmente del amigo de la publicidad Gotti y el que fingía demencia Gigante, Massino era capaz de operar con un perfil público relativamente bajo; tanto Pistone como el escritor sobre la mafia Jerry Capeci se referirían a Massino como "el último de los gánsters de los viejos días."
Un efecto colateral de estas reformas fue la reducción de Vitale, según sus propias palabras, a "una máscara." PAra el tiempo en que Massino fue liberado, la familia Bonanno ya se había cansado de Vitale, considerándolo como codicioso y que abusaba de su autoridad. En la nueva estructura de la familia, Vitale perdió el rol usual de subjefe como un intermediario del jefe así como la participación en las ganancias de la familia que aquellos deberes implicaban, y Massino le dejó en claro que su poca popularidad era un factor en estos cambios. Vitale se mantuvo leal, y ayudó a Massino a organizar el asesinato del 18 de marzo de 1999 de Gerlando Sciascia. Massino indicó a compañeros mafiosos que Sciascia fue asesinado por enemistarse con el capo de confianza de Massino Anthony Graziano, acusándolo de usar cocaína, mientras que en su propio testimonio Massino afirmó que Sciascia fue asesinado por matar al hijo de otro mafioso. El cuerpo de Sciascia no fue enterrado sino que lo dejaron en una calle del Bronx para que lo descubrieran, un intento por hacer ver que el asesinato era un tema de narcotráfico y no uno ordenado por la Mafia, y tanto Massino como sus capos asistieron a su funeral.
Poco después de ser jefe, Masino anunció que sus hombres no deberían considerarse a sí mismos como parte de la familia Bonanno. A cambio, la renombró como la familia Massino. Como muchos mafiosos, estuvo furioso por la publicación de la autobiografía de Joseph Bonanno, A Man of Honor,  en la que cuenta varios detalles de la Mafia y la consideró una violación al código de la omertà. Él le dijo a Vitale que desde su punto de vista, "Joe Bonanno le faltó el respeto a la familia." El nuevo nombre fue primero revelado luego de que Massino fuera acusado en el 2003 y no fue utilizado fuera de la Mafia.

### Relaciones con otras familias
Antes de que Massino fuera jefe, John Gotti era uno de sus aliados más cercanos. Massino había apoyado a Gotti en su plan para tomar el control de la familia Gambino, y como jefe de la familia Gambino, Gotti trató de conseguirle a Massino un sitio en la Comisión como el jefe en funciones. Gotti estuvo furioso cuando Massino fue oficialmente promovido sin que se le consultara, y Massino testificaría luego de que creyó que Gotti conspiró con Vitale para matarlo. Gotti, sin embargo, estaba marginalizado por su declaración como culpable en 1992 por cargos de racketeering y asesinato y su posterior sentencia a cadena perpetua. Massino, por su parte, estaba molesto por el perfil público de Gotti y luego lo criticó por matar a su predecesor, Paul Castellano. Massino también tuvo una mala relación con Vincent Gigante, quien había apoyado la oposición a Rastelli y bloqueado los intentos de Gotti de llevar a Massino a formar parte de la Commission.
La familia Bonanno había estado en decliver por la mayor parte de los últimos 25 años desde la salida de Joe Bonanno en los años 1960, y fue expulsada de la Comisión luego de la infiltración de Pistone. Para fines de los años 1990, la situación se revirtió y la familia Bonanno era ahora reconocida como la familia criminal más poderosa en Nueva York y en el país, y en ello no jugaba un papel pequeño el hecho de que Massino fuera el único jefe oficial de Nueva York en estar libre. Al final se vio que haber sido expulsados de la Comisión terminó favoreciendo a los Bonanno ya que fueron la única familia cuyo liderazgo no fue destruido en el juicio contra la Comisión de la Mafia. Consciente de la vigilancia, Massino generalmente evitaba reunirse con miembros de otras familias mafiosas y alentaba a sus pandillas a operar de manera independiente también. En enero del 2000, sin embargo, Massino presidió una reunión informal de la Comisión con los jefes en funciones de las otras cuatro familias. Como el líder mafioso más poderoso en Nueva York y el país, Massino estaba en una posición de hacer políticas generales para las Cinco Familias. Bajo su dirección, la Comisión ajustó las cualificaciones para convertirse en un miembro de una familia, requiriendo a los candidatos tener completa ascendencia italiana (antes se pedía por lo menos que se tuviera un padre ítalo-estadounidense) e impuso restricciones para recibir como miembros a asociados condenados por drogas.
Según Capeci, el asesinato de Sciascia agrió las relaciones entre las familias Bonanno y Rizzuto. Originalmente considerada como una pandilla canadiense de la familia Bonanno, los Rizzuto respondieron prestando aún menos atención a Nueva York.

### Antes de su investigación

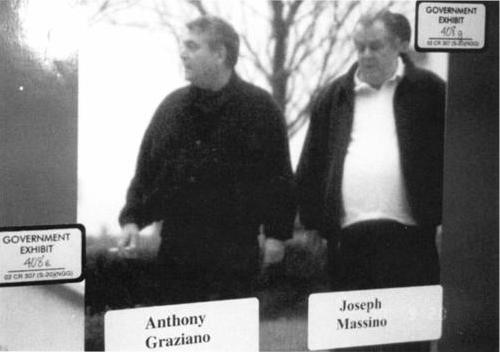
Foto de vigilancia del FBI de Massino y Anthony Graziano

A los inicios de su reinado como jefe, Massino gozó del beneficio de una atención limitada por parte del FBI. En 1987, con los Bonanno debilitados, el FBI fusionó su escuadra Bonanno con la que investigaba a la familia Colombo, y toda esta escuadra estaba inicialmente preocupada con la tercera guerra interna de los Colombo. Otra escuadra dedicada a los Bonanno se abriría en 1996.
El jefe de la escuadra dedicada a los Bonanno, Jack Stubing, estaba al tanto de las medidas que Massino había tomado para evitar el escrutinio. Entonces decidió ir tras Massino con una acción de retaguardia. Convenció a sus jefes de que le prestaran un par de contadores forenses normalmente utilizados en investigaciones por fraude, creyendo que ellos podrían fácilmente encontrar a los conspiradores en las redes de lavado de dinero de la familia. Stubing creía que la amenaza de una larga sentencia de prisión iba a ser suficiente para lograr que los conspiradores se conviertan en informantes, haciendo así que sea más fácil rastrear cómo el dinero llegaba a Massino. Mientras tanto, el FBI también se enfocó en otros miembros de la administración de la familia Bonanno. En 1995, el consigliere Anthony Spero fue sentenciado a dos años de prisión luego de haber sido declarado culpable de usura, y luego a cadena perpetua en el 2002 por asesinato. Graziano asumiría los deberes de Spero, but él también se declaró culpable a cargos de racketeering en diciembre del 2002 y fue sentenciado a 10 años de prisión. Vitale would also plead guilty to loansharking charges in June 2002. Vitale no fue sentenciado inmediatamente, y fue puesto bajo arresto domiciliario mientras tanto, pero la relativamente baja sentencia máxima que le podía tocar hizo creer erróneamente a Massino que él estaba cooperando con las fuerzas de la ley. Ordenó secretamente que, si era arrestado, Vitale debía ser "dado de baja" - degradado o matado.
Hasta el 2002, los Bonanno habían sido la única familia en la historia moderna de la Mafia en Nueva York (es decir, desde la guerra de los Castellammarenses) en no tener ningún miembro que se convirtiera en testigo del gobierno. Massino se enorgullecía de esto. Ese año, Frank Coppa fue condenado de fraude y enfrentaba mayores cargos de la investigación de contabilidad forense del FBI, y se convirtió en el primero en voltearse. Poco después fue seguido por el subjefe en funciones Richard Cantarella, un participante en el asesinato de Mirra, quien enfrentaba cargos de racketeering y asesinato. Un tercero, Joseph D'Amico, subsecuentemente se convirtió en testigo del gobierno con el conocimiento de que Cantarella podía implicarlo por asesinato también. Todas estas deserciones dejaron a Massino, cuando menos, vulnerable a serias acusaciones.

## Arresto del 2004

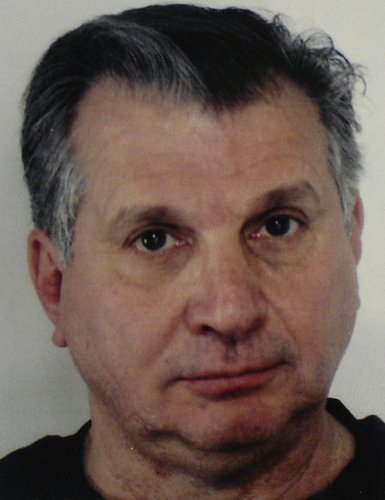
Salvatore Vitale, cuñado de Massino y su subjefe, se convirtió en testigo del gobierno en el 2003.

El 9 de enero del 2003, Massino fue arrestado y acusado, junto con Vitale, Frank Lino y el capo Daniel Mongelli, en una amplia denuncia por racketeering. Los cargos contra Massino incluían el haber ordenado el asesinato de Napolitano en 1981. A Massino se le denegó la libertad bajo fianza, y Vincent Basciano asumió el puesto de jefe en funciones durante su ausencia. Massino contrató para su defensa a David Breitbart, un abogado al que quiso que lo represente en su juicio de 1987.
Tres miembros más de la familia Bonanno elegirían cooperar con el gobierno antes de que Massino fuera juzgado. El primero de ellos fue James Tartaglione. Anticipando de que sería en corto tiempo acusado también, acudió al FBI y aceptó llevar un micrófono mientras seguía libre. El segundo sería Salvatore Vitale. Mientras estaba detenido, Massino mandó decir a la familia que quería que asesinen a Vitale. Luego de saber de parte de Coppa y Cantarella sobre los planes de Massino para matar a su cuñado, los fiscales le informaron a Vitale. Vitale ya estaba insatisfecho por la falta de apoyo que él y su familia habían recibido de parte de Massino luego de su arresto. El día que fue detenido junto con Massino, Vitale decidió colaborar tan pronto como fuera seguro para él. Alcanzó un acuerdo formal con los fiscales en febrero. Fue seguido poco después por Lino, que sabía que Vitale podía implicarlo en asesinatos. También se cambió de bando el asociado de largo tiempo de los Bonanno Duane Leisenheimer, preocupado por su seguridad luego de que un investigador del equipo de defensa de Massino lo visitara para saber si pretendía entregarse a ser testigo del gobierno.
Con estas deserciones, Massino fue golpeado con una acusación sustitutoria que lo acusaba de siete asesinatos adicionales: el de los tres capos (esta vez por participación en el asesinato en vez de conspiración), el de Mirra, el de Bonventre, el de Infanti y el de Sciascia. De particular interés fue el golpe a Sciascia, que tuvo lugar después de una enmienda de 1994 a las leyes contra el racketeering que permitía la pena de muerte por asesinato en beneficio del racketeering.

El juicio a Massino empezó el 24 de mayo del 2004 con el juez Nicholas Garaufis y Greg D. Andres y Robert Henoch encabezando el equipo de fiscales. El ahora enfrentaba 11 cargos sancionados por la Ley RICO por siete asesinatos (debido a la pretensión de los fiscales de buscar la pena de muerte por el asesinato de Sciascia, ese delito iba a ser juzgado aparte), incendios, extorsión, usura, apuestas ilegales y lavado de dinero. Para ese tiempo, la revista Time había señalado que Massino era "El último Don", haciendo referencia a su estatus como el único jefe mafioso neoyorquino que no había cumplido ninguna sentencia de prisión hasta entonces.. El apodo resultó pegajoso.
A pesar de un inicio débil, con el testigo de apertura Anthony Gilberti incapaz de reconocer a Massino en el salón de la corte, la fiscalía podría establecer su caso para vincular a Massino con los cargos de la acusación a través de la presentación sin precedentes de siete principales desertores como testigos del gobierno, incluyendo los seis miembros que desertaron de la familia. Vitale, el último de los seis en declarar, fue de una importancia particular. El había pasado la mayor parte de sus tres décadas en la Mafia como un confidente cercano de Massino, y su cercanía a su cuñado le permitió declarar sobre toda su historia criminal durante su testimonio. La defensa de Brietbart se apoyaba principalmente en el contrainterrogatorio de los testigos de la fiscalía, siendo su único testigo un agente del FBI que cuestionaba la confiabilidad de Vitale. Su defensa también era inusual en el sentido de que no hizo ningún intento de negar que Massino era el jefe de la familia Bonanno sino haciendo énfasis en que los asesinatos materia de juicio sucedieron antes de que fuera jefe y que Massino "mostró un respeto a la vida... porque los asesinatos cesaron". Vitale había admitido 11 asesinatos, pero su cooperación fue condenado a una pena similar al tiempo que llevaba de detención en octubre del 2010 y entró al programa de protección de testigos.
Luego de deliberar por cinco días, el jurado encontró a Massino culpable de todos los cargos el 30 de julio del 2004. Su lectura de sentencia fue programada inicialmente para el 12 de octubre y se esperaba que recibiera una sentencia de cadena perpetua sin posibilidad de libertad bajo palabra. El jurado también aprobó la recomendación de la fiscalía de que se dicte un embargo de 10 millones sobre los bienes y frutos de resinado como jefe mafioso el día del veredicto.

## Conversión a testigo del gobierno
Inmediatamente luego de su declaración de culpabilidad del 30 de julio, mientras la corte estaba convocada, Massino pidió una reunión con el juez Garaufis, donde hizo su primera oferta para cooperar. Lo hizo con la esperanza de que se le perdonara la vida ya que estaba enfrentando la pena de muerte de ser declarado culpable del asesinato de Sciascia. En efecto, uno de los últimos actos de John Ashcroft como fiscal general fue ordenar a los fiscales federales buscar la pena de muerte para Massino. Massino entonces podía convertirse en el primer jefe de la Mafia que fuera ejecutado por sus crímenes, y el primer jefe mafioso en enfrentar la pena de muerte desde que Lepke Buchalter fue ejecutado en 1944.
Massino entonces alegó que decidió ser testigo del gobierno debido al prospecto de ver que embarguen las casas de su esposa y su madre. Los autores sobre la mafia y periodistas Anthony D. DeStefano y Selwyn Raab consideran que la deserción de tantos miembros hechos de la Mafia terminó desilusionando a Massino de la Cosa Nostra, también asumieron que Massino decidió entregarse "mucho antes del veredicto". Massino fue el primer jefe mafioso en funciones de una familia mafiosa neoyorquina en convertirse en testigo del gobierno, y el segundo en la historia de la Mafia estadounidense en hacerlo (el jefe de la familia criminal de Filadelfia Ralph Natale ya se había convertido en 1999 cuando enfrentaba cargos de narcotráfico). También feu la segunda vez en poco más de un año que un jefe mafioso de Nueva York alcanzó un acuerdo con la fiscalía; Gigante se había declarado culpable de cargos de obstrucción a la justicia en el 2003 luego de que los fiscales desenmascararan su charada de largo tiempo de fingir locura.
Con su declaración, ese octubre el FBI revisitó el cementerio mafioso en Queens donde se encontró el cadáver de Alphonse Indelicato, y desenterró los cuerpos de Trinchera y Giaccone también. También esperaron encontrar el cuerpo de John Favara, quien accidentalmente mató al hijo de John Gotti y el cadáver de Tommy DeSimone. Massino también reportó que Vincent Basciano, arrestado en noviembre, había conspirado para matar al fiscal Greg Andres, pero al fallar en un examen ante el polígrafo sobre ese tema, aceptó usar un micrófono durante una reunión con el jefe en funciones en la cárcel. Mientras Massino no pudo extrar una confesión contundente sobre Andres, si logró que BAsciano admitiera libremente haber ordenado el asesinato del asociado Randolph Pizzolo.
Para fines de enero del 2005, cuando Basciano fue acusado por el asesinato de Pizzolo, Massino fue identificado por la prensa como el hasta entonces anónimo mafioso que había grabado secretamente su confesión, para el enojo público de la familia de Massino. Mayor confirmación sobre la deserción de Massino llegó en febrero cuando fue identificado como la fuente que dio la ubicación de las fosas mortuorias, luego en mayo cuando el Departamento de Justicia abandonó la amenaza de buscar la pena de muerte por el caso de Sciascia. En una audiencia del 23 de junio del 2005, Massino finalizó su acuerdo y se declaró culpable de ordenar el asesinato de Sciascia. Por esto y su condena del 2004 fue sentenciado a dos cadenas perpetuas consecutivas, con una posible reducción de la pena dependiendo de su servicio como testigo. Ese mismo día Josephine Massino negoció un acuerdo para satisfacer la petición de embargo, manteniendo las casa de ella y la madre de Massino así como otras propiedades arrendadas mientras entregaban, entre otros bienes, un depósito de 7 millones y cientos de barras de oro que se mantenían en su casa de Howard Beach, y el restaurante Casablanca.
Massino no fue reemplazado como jefe de la familia Bonanno hasta el 2013 cuando Michael Mancuso, quien había reemplazado a Basciano como jefe en funciones, fue reportado de haber asumido ese título.

### Testimonio de Massino y liberación
Massino estuvo notablemente ausente entre los testigos de la fiscalía durante el juicio de Basciano, la fiscalía decidió que aún no era necesaria su presencia; también se esperaba que testificara contra Vito Rizzuto sobre su rol en el asesinato de los tres capos, pero el jefe de Montreal aceptó un acuerdo de culpabilidad en mayo del 2007 antes de que el caso llegara a juicio. Él finalmente hizo su debut como testigo en el juicio a Basciano por el asesinato de Randolph Pizzolo en abril del 2011; Massino testificó tanto durante el mismo juicio y, luego de la condena de Basciano, de parte del infructuoso intento de la fiscalía de lograr la condena a pena de muerte. Durante su testimonio, Massino dijo, como resultado de su cooperación, "espero ver una luz al final del túnel."
Massino testificó nuevamente en el juicio por extorsión del 2012 del capo de la familia Genovese Anthony Romanello, principalmente para proveer un antecedente como experto sobre la Mafia estadounidense. A pesar de que Massino no había trabajado de manera cercana con Romanello, los fiscales decidieron utilizarlo luego de que perdieron a otro desertor que se había convertido en testigo del gobierno; el caso resultó en una absolución. Massino también fue considerado como testigo en el juicio por asesinato del 2013 del jefe en funciones de la familia Colombo Joel Cacace, pero fue dejado de lado luego de que fuera incapaz de recordar de manera total la reunión donde afirmó que Cacace indicó su involucramiento en el asesinato del oficiales de la NYPD Ralph Dols.
En junio del 2013, el Departamento de Justicia de los Estados Unidos presentó una solicitud al juez Garaufis para la reducción de la sentencia de Massino; los fiscales citaron tanto el impacto de la cooperación sin precedentes de Massino y su pobre estado de salud como razones para la reducción de su sentencia. Garaufis aceptó su solicitud el 10 de julio, sentenciando nuevamente a Massino al tiempo que llevaba detenido hasta entonces y otorgándole una liberación bajo supervisión por el resto de su vida.